# Yassine Bounou
Yassine Bounou, född 5 april 1991 i Montréal, Kanada, är en marockansk fotbollsmålvakt som spelar för Al-Hilal.

## Klubbkarriär
Bounou började spela fotboll i Wydad Casablanca. Den 14 juni 2012 värvades Bounou av spanska Atlético Madrid, där han inledningsivs placerades i reservlaget. Efter två säsonger i reservlaget med regelbunden speltid lånades Bounou den 1 september 2014 ut till Zaragoza på ett låneavtal över säsongen 2014/2015. Han spelade 19 ligamatcher för Zaragoza under säsongen 2014/2015 och låneavtalet förlängdes den 23 juli 2015 över följande säsong.
Den 12 juli 2016 värvades Bounou av Girona. Han spelade 21 ligamatcher för klubben under säsongen 2016/2017 då de blev uppflyttade till La Liga. Säsongen 2017/2018 var han Gironas förstemålvakt och spelade 30 ligamatcher samt en match i Copa del Rey. Säsongen 2018/2019 spelade Bounou 32 ligamatcher och höll nollan nio gånger.
Den 2 september 2019 lånades Bounou ut till Sevilla på ett låneavtal över säsongen 2019/2020.

## Landslagskarriär
Bounou var tillgänglig för spel i både Kanadas och Marockos landslag då han innehar dubbelt medborgarskap. Han valde Marockos landslag och var med i deras trupp vid olympiska sommarspelen 2012 i London.
Bounou debuterade för Marockos landslag den 14 augusti 2013 i en 2–1-förlust mot Burkina Faso, där han blev inbytt i halvlek mot Mohamed Amsif. I maj 2018 blev Bounou uttagen i Marockos trupp till fotbolls-VM 2018. Han har även varit uttagen i Marockos trupp vid Afrikanska mästerskapet 2017, 2019, 2021 och 2023.